# Octomeria cariocana
Octomeria cariocana är en orkidéart som beskrevs av Guido Frederico João Pabst. Octomeria cariocana ingår i släktet Octomeria och familjen orkidéer. Inga underarter finns listade i Catalogue of Life.